# Palmerston Park
Palmerston Park – stadion piłkarski, położony w szkockim mieście Dumfries w Wielkiej Brtytanii. Oddany został do użytku w 1919 roku. Od tego czasu swoje mecze na tym obiekcie rozgrywa zespół Queen of the South F.C. Jego pojemność wynosi 6 412 miejsc, z czego 3 509 to miejsca siedzące.